# Tornei di tennis femminili nel 1922
Prima della nascita del WTA Tour, ossia l'apertura alle tenniste professioniste dei tornei che prima di quell'anno erano riservati alle tenniste dilettanti, tutti gli eventi più importanti erano amatoriali, tra questi c'erano i tornei del Grande Slam: gli Australasian Championships, il Campionato francese di tennis, il Torneo di Wimbledon e gli U.S. National Championships.

## Gennaio
| Settimana | Torneo                                                         | Vincitore                                                   | Finalista                           | Semifinalisti | Eliminati ai quarti |
| --------- | -------------------------------------------------------------- | ----------------------------------------------------------- | ----------------------------------- | ------------- | ------------------- |
| 8 gennaio | Beausite First Meeting 1922 Cannes, Francia Singolare - Doppio | Elizabeth Ryan 6-1 6-1                                      | Phyllis Satterthwaite               |               |                     |
| 8 gennaio | Beausite First Meeting 1922 Cannes, Francia Singolare - Doppio |                                                             |                                     |               |                     |
| 8 gennaio | Beausite First Meeting 1922 Cannes, Francia Singolare - Doppio | Doppio misto: Elizabeth Ryan Lord George Rocksavage 6-3 6-3 | Phyllis Satterthwaite Jack Hillyard |               |                     |

## Febbraio
| Settimana   | Torneo                                                                            | Vincitore                                             | Finalista                                     | Semifinalisti | Eliminati ai quarti |
| ----------- | --------------------------------------------------------------------------------- | ----------------------------------------------------- | --------------------------------------------- | ------------- | ------------------- |
| febbraio    | Southern Florida Championships 1922 Miami, USA Singolare - Doppio                 | Floyd walkover                                        | Claire Cassel                                 |               |                     |
| febbraio    | Southern Florida Championships 1922 Miami, USA Singolare - Doppio                 |                                                       |                                               |               |                     |
| 4 febbraio  | Casino Heights Invitational 1922 Brooklyn, USA Indoor Singolare - Doppio          | Molla Bjurstedt 6-4 6-1                               | Leslie Bancroft                               |               |                     |
| 4 febbraio  | Casino Heights Invitational 1922 Brooklyn, USA Indoor Singolare - Doppio          | Molla Bjurstedt Edith Sigourney 6-2 10-8              | Leslie Bancroft Martha Bayard                 |               |                     |
| 19 febbraio | Carlton Club Second Meeting 1922 Cannes, Francia Singolare - Doppio               | Elizabeth Ryan 3-6 6-3 6-2                            | Geraldine Beamish                             |               |                     |
| 19 febbraio | Carlton Club Second Meeting 1922 Cannes, Francia Singolare - Doppio               | Elizabeth Ryan Phyllis Satterthwaite 6-3 6-2          | Geraldine Beamish Dorothea Lambert Chambers   |               |                     |
| 19 febbraio | Carlton Club Second Meeting 1922 Cannes, Francia Singolare - Doppio               | Doppio misto: Elizabeth Ryan Alain Gerbault 6-3 7-5   | Phyllis Satterthwaite Jack Hillyard           |               |                     |
| 25 febbraio | Florida State Championships 1922 Palm Beach, USA Singolare - Doppio               | Claire Cassel 4-6 7-5 6-4                             | Phyllis Walsh                                 |               |                     |
| 25 febbraio | Florida State Championships 1922 Palm Beach, USA Singolare - Doppio               |                                                       |                                               |               |                     |
| 25 febbraio | French Closed Covered Court Championships 1922 Parigi, Francia Singolare - Doppio | Marguerite Broquedis 7-5 7-5                          | Marie Conquet                                 |               |                     |
| 25 febbraio | French Closed Covered Court Championships 1922 Parigi, Francia Singolare - Doppio | Marie Conquet Marie Danet 5-7 6-2 6-1                 | Germaine Golding Jeanne Vaussard              |               |                     |
| 25 febbraio | French Closed Covered Court Championships 1922 Parigi, Francia Singolare - Doppio | Doppio misto: Marguerite Billout Jean Borotra 6-4 6-0 | Marie Conquet Marcel Dupont                   |               |                     |
| 26 febbraio | World Covered Court Championships 1922 St. Moritz, Svizzera Singolare - Doppio    | Germaine Golding 6-2 7-5                              | Jeanne Vaussard                               |               |                     |
| 26 febbraio | World Covered Court Championships 1922 St. Moritz, Svizzera Singolare - Doppio    | Germaine Golding Jeanne Vaussard walkover             | Yvonne Bourgeois Mme Canivet                  |               |                     |
| 26 febbraio | World Covered Court Championships 1922 St. Moritz, Svizzera Singolare - Doppio    | Doppio misto: Jean Borotra Germaine Golding 6-3 6-4   | Max Décugis Jeanne Vaussard                   |               |                     |
| 26 febbraio | Torneo di Beaulieu 1922 Beaulieu-sur-Mer, Francia Singolare - Doppio              | Elizabeth Ryan 7-5 8-6                                | Geraldine Beamish                             |               |                     |
| 26 febbraio | Torneo di Beaulieu 1922 Beaulieu-sur-Mer, Francia Singolare - Doppio              | Elizabeth Ryan Phyllis Satterthwaite 6-2 6-2          | Geraldine Beamish Dorothea Lambert Chambers   |               |                     |
| 26 febbraio | Torneo di Beaulieu 1922 Beaulieu-sur-Mer, Francia Singolare - Doppio              | Doppio misto: Elizabeth Ryan Rupert Wertheim 7-5 6-3  | Dorothea Lambert Chambers Arthur Wallis Myers |               |                     |
| 27 febbraio | Metropolitan Indoor 1922 New York, USA Singolare - Doppio                         | Marie Wagner 6-3 6-3                                  | Martha Bayard                                 |               |                     |
| 27 febbraio | Metropolitan Indoor 1922 New York, USA Singolare - Doppio                         | Ceres Baker Lilian Scharman 3-6 8-6 6-4               | Mrs Bernard Stenz Marie Wagner                |               |                     |

## Marzo
| Settimana | Torneo                                                                                    | Vincitore                                                       | Finalista                                     | Semifinalisti | Eliminati ai quarti |
| --------- | ----------------------------------------------------------------------------------------- | --------------------------------------------------------------- | --------------------------------------------- | ------------- | ------------------- |
| marzo     | South African Championships 1922 Johannesburg, Sudafrica Singolare - Doppio               | McJannett                                                       | non conosciuta (bandiera)                     |               |                     |
| marzo     | South African Championships 1922 Johannesburg, Sudafrica Singolare - Doppio               |                                                                 |                                               |               |                     |
| 5 marzo   | Monte Carlo Cup 1922 Monte Carlo, Monte Carlo Singolare - Doppio                          | Elizabeth Ryan 6-2 6-1                                          | Geraldine Beamish                             |               |                     |
| 5 marzo   | Monte Carlo Cup 1922 Monte Carlo, Monte Carlo Singolare - Doppio                          | Elizabeth Ryan Phyllis Satterthwaite 6-3 6-1                    | Geraldine Beamish Dorothea Lambert Chambers   |               |                     |
| 5 marzo   | Monte Carlo Cup 1922 Monte Carlo, Monte Carlo Singolare - Doppio                          | Doppio misto: Elizabeth Ryan Rupert Wertheim 6-4 6-2            | Dorothea Lambert Chambers Jean Samazeuilh     |               |                     |
| 11 marzo  | Bermuda International Championships 1922 Hamilton, Bermuda Singolare - Doppio             | Marie Wagner 6-0 3-6 6-1                                        | Miss Yuillo                                   |               |                     |
| 11 marzo  | Bermuda International Championships 1922 Hamilton, Bermuda Singolare - Doppio             |                                                                 |                                               |               |                     |
| 11 marzo  | Bermuda International Championships 1922 Hamilton, Bermuda Singolare - Doppio             | Doppio misto: Marie Wagner Frederick Anderson 6-4 6-4           | Mrs F Gosling Lawrence Rice                   |               |                     |
| 12 marzo  | Riviera Championships 1922 Mentone, Francia Singolare - Doppio                            | Elizabeth Ryan 6-3 6-3                                          | Phyllis Satterthwaite                         |               |                     |
| 12 marzo  | Riviera Championships 1922 Mentone, Francia Singolare - Doppio                            | Elizabeth Ryan Phyllis Satterthwaite 6-4 7-5                    | Geraldine Beamish Margaret Stocks             |               |                     |
| 12 marzo  | Riviera Championships 1922 Mentone, Francia Singolare - Doppio                            | Doppio misto: Phyllis Satterthwaite Jack Hillyard 6-1 6-2       | Geraldine Beamish Sam Hardy                   |               |                     |
| 19 marzo  | South of France Championships 1922 Nizza, Francia Singolare - Doppio                      | Elizabeth Ryan 3-6 6-3 6-1                                      | Geraldine Beamish                             |               |                     |
| 19 marzo  | South of France Championships 1922 Nizza, Francia Singolare - Doppio                      | Suzanne Lenglen Elizabeth Ryan 6-0 6-0                          | Miss Platt Miss Radcliffe                     |               |                     |
| 19 marzo  | South of France Championships 1922 Nizza, Francia Singolare - Doppio                      | Doppio misto: Suzanne Lenglen Count Mikhail Soumarokoff 6-2 6-2 | Elizabeth Ryan Lord George Rocksavage         |               |                     |
| 21 marzo  | US Indoors 1922 (US National Indoor Women's Championships) Boston, USA Singolare - Doppio | Molla Bjurstedt 7-5 6-1                                         | Leslie Bancroft                               |               |                     |
| 21 marzo  | US Indoors 1922 (US National Indoor Women's Championships) Boston, USA Singolare - Doppio | Frank Godfrey Marion Zinderstein 6-4 6-3                        | Molla Bjurstedt Mrs L. Morris                 |               |                     |
| 21 marzo  | US Indoors 1922 (US National Indoor Women's Championships) Boston, USA Singolare - Doppio | Doppio misto: Molla Mallory Bill Tilden 6-2 7-5                 | Frank Godfrey Richard Norris Williams         |               |                     |
| 25 marzo  | South Australian Championships 1922 Adelaide, Australia Singolare - Doppio                | Esna Boyd 6-2 6-0                                               | Flora Rowe                                    |               |                     |
| 25 marzo  | South Australian Championships 1922 Adelaide, Australia Singolare - Doppio                | Marjorie Mountain Dorothy Rendall 6-3 4-6 7-5                   | Esna Boyd Meryl Lister                        |               |                     |
| 25 marzo  | South Australian Championships 1922 Adelaide, Australia Singolare - Doppio                | Doppio misto: Esna Boyd Pat O'Hara Wood 6-2 6-2                 | Dorothy Rendall Norman Peach                  |               |                     |
| 26 marzo  | Côte d'Azur Championships 1922 Cannes, Francia Singolare - Doppio                         | Elizabeth Ryan 6-4 6-3                                          | Geraldine Beamish                             |               |                     |
| 26 marzo  | Côte d'Azur Championships 1922 Cannes, Francia Singolare - Doppio                         |                                                                 |                                               |               |                     |
| 26 marzo  | Côte d'Azur Championships 1922 Cannes, Francia Singolare - Doppio                         | Doppio misto: Elizabeth Ryan Lord George Rocksavage 7-5 5-7 6-2 | Dorothea Lambert Chambers Charles Aeschlimann |               |                     |

## Aprile
| Settimana | Torneo                                                                            | Vincitore                                             | Finalista                      | Semifinalisti | Eliminati ai quarti |
| --------- | --------------------------------------------------------------------------------- | ----------------------------------------------------- | ------------------------------ | ------------- | ------------------- |
| aprile    | German Championships 1922 Berlino, Germania Singolare - Doppio                    | Ilse Friedleben 6-2 6-1                               | Nelly Neppach                  |               |                     |
| aprile    | German Championships 1922 Berlino, Germania Singolare - Doppio                    |                                                       |                                |               |                     |
| aprile    | German Championships 1922 Berlino, Germania Singolare - Doppio                    | Doppio misto: Luis-Maria Heyden Lilí de Álvarez       |                                |               |                     |
| 13 aprile | North & South Tournament 1922 Pinehurst, USA Singolare - Doppio                   | Marion Zinderstein 6-1 6-1                            | Martha Bayard                  |               |                     |
| 13 aprile | North & South Tournament 1922 Pinehurst, USA Singolare - Doppio                   |                                                       |                                |               |                     |
| 17 aprile | Greenbrier Invitational 1922 White Sulphur Springs, USA Singolare - Doppio        | Martha Bayard 6-0 6-0                                 | Florence Ballin                |               |                     |
| 17 aprile | Greenbrier Invitational 1922 White Sulphur Springs, USA Singolare - Doppio        |                                                       |                                |               |                     |
| 17 aprile | Greenbrier Invitational 1922 White Sulphur Springs, USA Singolare - Doppio        | Doppio misto: Dorothy Briggs S Howard Voshell 6-3 7-5 | Florence Ballin Mr Shafer      |               |                     |
| 17 aprile | Beausoleil Championships 1922 Monte Carlo, Monte Carlo Singolare - Doppio         | Suzanne Lenglen 6-0 6-0                               | Eleanor Goss                   |               |                     |
| 17 aprile | Beausoleil Championships 1922 Monte Carlo, Monte Carlo Singolare - Doppio         |                                                       |                                |               |                     |
| 17 aprile | Beausoleil Championships 1922 Monte Carlo, Monte Carlo Singolare - Doppio         | Doppio misto: Suzanne Lenglen Alain Gerbault 6-1 6-1  | Madeline O'Neill Alfred Chapin |               |                     |
| 24 aprile | Ojai Valley Championships 1922 Ojai, USA Singolare - Doppio                       | May Sutton 8-6 6-2                                    | Mary Browne                    |               |                     |
| 24 aprile | Ojai Valley Championships 1922 Ojai, USA Singolare - Doppio                       |                                                       |                                |               |                     |
| 29 aprile | Surrey Hard Court Championships 1922 Roehampton, Gran Bretagna Singolare - Doppio | Kitty McKane 6-3 3-6 6-1                              | Geraldine Beamish              |               |                     |
| 29 aprile | Surrey Hard Court Championships 1922 Roehampton, Gran Bretagna Singolare - Doppio | Doris Craddock Irene Peacock 6-3 6-4                  | Kitty McKane Margaret Stocks   |               |                     |
| 29 aprile | Surrey Hard Court Championships 1922 Roehampton, Gran Bretagna Singolare - Doppio | Doppio misto: Kitty McKane Walter Crawley 6-1 6-2     | Geraldine Beamish Ernest Lamb  |               |                     |

## Maggio
| Settimana | Torneo                                                                               | Vincitore                                          | Finalista                          | Semifinalisti | Eliminati ai quarti |
| --------- | ------------------------------------------------------------------------------------ | -------------------------------------------------- | ---------------------------------- | ------------- | ------------------- |
| 13 maggio | Pacific Coast Championships 1922 Berkeley, USA Singolare - Doppio                    | Helen Wills 6-1 6-0                                | Rea Leachman                       |               |                     |
| 13 maggio | Pacific Coast Championships 1922 Berkeley, USA Singolare - Doppio                    |                                                    |                                    |               |                     |
| 13 maggio | California State Championships 1922 Berkeley, USA Singolare - Doppio                 | J.C. Cushing 6-3 6-4                               | Anna McCune Harper                 |               |                     |
| 13 maggio | California State Championships 1922 Berkeley, USA Singolare - Doppio                 |                                                    |                                    |               |                     |
| 21 maggio | World Hard Court Championships 1922 Bruxelles, Belgio Terra rossa Singolare - Doppio | Suzanne Lenglen 6-3 6-2                            | Elizabeth Ryan                     |               |                     |
| 21 maggio | World Hard Court Championships 1922 Bruxelles, Belgio Terra rossa Singolare - Doppio | Suzanne Lenglen Elizabeth Ryan 6-0 6-4             | Dorothy Holman Irene Peacock       |               |                     |
| 23 maggio | Country Club of Brookline Championships 1922 Brookline, USA Singolare - Doppio       | Leslie Bancroft 6-1 6-3                            | Frank Godfrey                      |               |                     |
| 23 maggio | Country Club of Brookline Championships 1922 Brookline, USA Singolare - Doppio       | Leslie Bancroft Frank Godfrey 6-2 6-2              | Isabella Mumford Newton            |               |                     |
| 27 maggio | Surrey Championships 1922 Surbiton, Gran Bretagna Singolare - Doppio                 | Elizabeth Ryan 10-8 6-2                            | Irene Peacock                      |               |                     |
| 27 maggio | Surrey Championships 1922 Surbiton, Gran Bretagna Singolare - Doppio                 | Irene Peacock Elizabeth Ryan 6-1 6-2               | Kitty McKane Margaret Stocks       |               |                     |
| 27 maggio | Surrey Championships 1922 Surbiton, Gran Bretagna Singolare - Doppio                 | Doppio misto: Kitty McKane Randolph Lycett 9-7 6-4 | Elizabeth Ryan Brian Norton        |               |                     |
| 28 maggio | Montclair Athletic Club Championships 1922 Montclair, USA Singolare - Doppio         | Marie Wagner 6-2 6-1                               | Claire Cassel                      |               |                     |
| 28 maggio | Montclair Athletic Club Championships 1922 Montclair, USA Singolare - Doppio         | Claire Cassel Marie Wagner 6-4 5-7 14-12           | Florence Ballin Martha Bayard      |               |                     |
| 28 maggio | Montclair Athletic Club Championships 1922 Montclair, USA Singolare - Doppio         | Doppio misto: Marie Wagner Gerald Emerson 7-5 6-3  | Margaret Grove J Harry Steinkampf  |               |                     |
| 29 maggio | Pennsylvania & Eastern States Championships 1922 Haverford, USA Singolare - Doppio   | Florence Ballin                                    | Anne Townsend                      |               |                     |
| 29 maggio | Pennsylvania & Eastern States Championships 1922 Haverford, USA Singolare - Doppio   |                                                    |                                    |               |                     |
| 29 maggio | West of England Championships 1922 Bristol, Gran Bretagna Singolare - Doppio         | Doris Craddock 6-1 6-1                             | Edith Hannam                       |               |                     |
| 29 maggio | West of England Championships 1922 Bristol, Gran Bretagna Singolare - Doppio         | Dorothy Kemmis-Betty Mabel Parton 6-4 6-2          | Edith Hannam Mrs H. Weston         |               |                     |
| 29 maggio | West of England Championships 1922 Bristol, Gran Bretagna Singolare - Doppio         | Doppio misto: Doris Craddock Frank Riseley 6-3 6-2 | Mabel Parton Theodoro Mavrogordato |               |                     |

## Giugno
| Settimana | Torneo                                                                             | Vincitore                                                                                   | Finalista                                  | Semifinalisti | Eliminati ai quarti |
| --------- | ---------------------------------------------------------------------------------- | ------------------------------------------------------------------------------------------- | ------------------------------------------ | ------------- | ------------------- |
| 4 giugno  | Middlesex Championships 1922 Chiswick Park, Gran Bretagna Singolare - Doppio       | Irene Peacock 6-1 1-6 6-2                                                                   | Winifred Beamish                           |               |                     |
| 4 giugno  | Middlesex Championships 1922 Chiswick Park, Gran Bretagna Singolare - Doppio       | Dorothea Douglass Elizabeth Ryan 6-2 6-1                                                    | Winifred Beamish Irene Peacock             |               |                     |
| 4 giugno  | Middlesex Championships 1922 Chiswick Park, Gran Bretagna Singolare - Doppio       | Doppio misto: Elizabeth Ryan Randolph Lycett 7-5 6-4                                        | Irene Peacock John Gilbert                 |               |                     |
| 10 giugno | Hertfordshire Championships 1922 Harpenden, Gran Bretagna Singolare - Doppio       | Phyllis Satterthwaite 6-1 6-1                                                               | Ermyntrude Harvey                          |               |                     |
| 10 giugno | Hertfordshire Championships 1922 Harpenden, Gran Bretagna Singolare - Doppio       | Ermyntrude Harvey Phyllis Satterthwaite 6-0 6-2                                             | Blanche Colston Mrs W. Keays               |               |                     |
| 10 giugno | Hertfordshire Championships 1922 Harpenden, Gran Bretagna Singolare - Doppio       | Doppio misto: Phyllis Satterthwaite Jack Hillyard 8-6 6-4                                   | Ermyntrude Harvey EU Williams              |               |                     |
| 10 giugno | Northen Championships 1922 Liverpool, Gran Bretagna Singolare - Doppio             | Elizabeth Ryan 6-2 8-6                                                                      | Kitty McKane                               |               |                     |
| 10 giugno | Northen Championships 1922 Liverpool, Gran Bretagna Singolare - Doppio             | Dorothy Kemmis-Betty Kitty McKane walkover                                                  | Dorothy Holman Elizabeth Ryan              |               |                     |
| 10 giugno | Northen Championships 1922 Liverpool, Gran Bretagna Singolare - Doppio             | Doppio misto: Elizabeth Ryan Randolph Lycett 6-2 6-3                                        | Kitty McKane Leslie Godfree                |               |                     |
| 11 giugno | North London Championships 1922 Londra, Gran Bretagna Singolare - Doppio           | Molla Bjurstedt 6-3 6-4                                                                     | Winifred Beamish                           |               |                     |
| 11 giugno | North London Championships 1922 Londra, Gran Bretagna Singolare - Doppio           | Aurea Edgington Olive Manser 5-7 6-4 6-3                                                    | Molla Mallory Edith Sigourney              |               |                     |
| 11 giugno | North London Championships 1922 Londra, Gran Bretagna Singolare - Doppio           | Doppio misto: Geraldine Beamish Herbert Roper Barrett 6-3 6-0                               | Louise Bull WT Tucker                      |               |                     |
| 11 giugno | Campionato francese di tennis 1922 Parigi, Francia Terra rossa Singolare - Doppio  | Suzanne Lenglen 6-4, 6-0                                                                    | Germaine Golding                           |               |                     |
| 11 giugno | Campionato francese di tennis 1922 Parigi, Francia Terra rossa Singolare - Doppio  | Suzanne Lenglen Geramine Pigueron 6–3, 6–1                                                  | Marie Conquet Marie Danet                  |               |                     |
| 17 giugno | Kent Championships 1922 Beckenham, Gran Bretagna Erba Singolare - Doppio           | Kitty McKane 6-3 6-3                                                                        | Elizabeth Ryan                             |               |                     |
| 17 giugno | Kent Championships 1922 Beckenham, Gran Bretagna Erba Singolare - Doppio           | Dorothea Douglass Elizabeth Ryan 7-9 6-4 6-2                                                | Kitty McKane Margaret McKane Stocks        |               |                     |
| 17 giugno | Kent Championships 1922 Beckenham, Gran Bretagna Erba Singolare - Doppio           | Doppio misto: Mrs W. Hollick AW Asthalter walkover                                          | Elizabeth Ryan Randolph Lycett             |               |                     |
| 18 giugno | Torneo di Lilla 1922 Lilla, Francia Singolare - Doppio                             | Suzanne Lenglen 6-0 6-2                                                                     | Germaine Golding                           |               |                     |
| 18 giugno | Torneo di Lilla 1922 Lilla, Francia Singolare - Doppio                             |                                                                                             |                                            |               |                     |
| 18 giugno | Torneo di Lilla 1922 Lilla, Francia Singolare - Doppio                             | Doppio misto: Suzanne Lenglen Roger Danet 6-0 6-0                                           | Germaine Golding J Thellier de Poncheville |               |                     |
| 18 giugno | Apawanis Womens Invitational 1922 Rye, USA Singolare - Doppio                      | Leslie Bancroft 6-0 6-4                                                                     | Florence Ballin                            |               |                     |
| 18 giugno | Apawanis Womens Invitational 1922 Rye, USA Singolare - Doppio                      |                                                                                             |                                            |               |                     |
| 19 giugno | Delaware State Championships 1922 Wilmington, USA Singolare - Doppio               | Marion Zinderstein 6-2 6-2                                                                  | Leslie Bancroft                            |               |                     |
| 19 giugno | Delaware State Championships 1922 Wilmington, USA Singolare - Doppio               |                                                                                             |                                            |               |                     |
| 21 giugno | Connecticut State Championships 1922 New Canaan, USA Singolare - Doppio            | Helen Gilleaudeau 6-2 7-5                                                                   | Lilian Scharman                            |               |                     |
| 21 giugno | Connecticut State Championships 1922 New Canaan, USA Singolare - Doppio            | Robert LeRoy Morris                                                                         | Helen Gilleaudeau Hooker                   |               |                     |
| 23 giugno | Roehampton Invitation Tournament 1922 Roehampton, Gran Bretagna Singolare - Doppio | Winifred Beamish 1-6 8-6 6-3                                                                | Molla Bjurstedt                            |               |                     |
| 23 giugno | Roehampton Invitation Tournament 1922 Roehampton, Gran Bretagna Singolare - Doppio | Dorothea Lambert Chambers Irene Peacock titolo condiviso                                    | Aurea Edgington Kitty McKane               |               |                     |
| 23 giugno | Roehampton Invitation Tournament 1922 Roehampton, Gran Bretagna Singolare - Doppio | Doppio misto: Kitty McKane Walter Crawley Geraldine Beamish Francis Fisher titolo condiviso |                                            |               |                     |
| 24 giugno | Queen's Club Championships 1922 Londra, Gran Bretagna Erba Singolare - Doppio      | Mabel Clayton 6-3 6-4                                                                       | Mrs W Keays                                |               |                     |
| 24 giugno | Queen's Club Championships 1922 Londra, Gran Bretagna Erba Singolare - Doppio      | Mrs B May Mrs van Praagh 7-5 6-1                                                            | Mrs Brown Mrs Ellis                        |               |                     |
| 24 giugno | Queen's Club Championships 1922 Londra, Gran Bretagna Erba Singolare - Doppio      | Doppio misto: Mabel Clayton GTC Watt 6-1 6-4                                                | Miss Tulloch RG de Quetteville             |               |                     |
| 26 giugno | Illinois State Championships 1922 Skokie, USA Singolare - Doppio                   | Marion Leighton 6-4 6-2                                                                     | Strobel                                    |               |                     |
| 26 giugno | Illinois State Championships 1922 Skokie, USA Singolare - Doppio                   |                                                                                             |                                            |               |                     |

## Luglio
| Settimana | Torneo                                                                                   | Vincitore                                                     | Finalista                           | Semifinalisti | Eliminati ai quarti |
| --------- | ---------------------------------------------------------------------------------------- | ------------------------------------------------------------- | ----------------------------------- | ------------- | ------------------- |
| 8 luglio  | US Clay Court Championships 1922 Buffalo, USA Singolare - Doppio                         | Louise Moyes 3-6 6-1 7-5                                      | Leslie Bancroft                     |               |                     |
| 8 luglio  | US Clay Court Championships 1922 Buffalo, USA Singolare - Doppio                         | Leslie Bancroft Frank Godfrey 3-6 7-5 6-1                     | Helen Hooker Louise Moyes           |               |                     |
| 10 luglio | Rhode Island State Championships 1922 Providence, USA Singolare - Doppio                 | Leslie Bancroft 4-6 6-4 6-3                                   | Helen Wills                         |               |                     |
| 10 luglio | Rhode Island State Championships 1922 Providence, USA Singolare - Doppio                 | Leslie Bancroft Martha Bayard 6-0 6-3                         | Mrs B Briggs Jacquelyn Green        |               |                     |
| 10 luglio | Rhode Island State Championships 1922 Providence, USA Singolare - Doppio                 | Doppio misto: Frank Godfrey Wallace Johnson 2-6 6-1 6-4       | Leslie Bancroft Lawrence Rice       |               |                     |
| 12 luglio | Torneo di Wimbledon 1922 Londra, Gran Bretagna Erba Singolare - Doppio                   | Suzanne Lenglen 6-2, 6-0                                      | Molla Bjurstedt                     |               |                     |
| 12 luglio | Torneo di Wimbledon 1922 Londra, Gran Bretagna Erba Singolare - Doppio                   | Suzanne Lenglen Elizabeth Ryan 6-0, 6-4                       | Kitty McKane Margaret McKane Stocks |               |                     |
| 15 luglio | Long Island Championships 1922 Long Island, USA Singolare - Doppio                       | Marie Wagner 6-1 6-1                                          | Samuel Waring                       |               |                     |
| 15 luglio | Long Island Championships 1922 Long Island, USA Singolare - Doppio                       |                                                               |                                     |               |                     |
| 15 luglio | Canadian Championships 1922 Vancouver, Canada Singolare - Doppio                         | Louise Moyes 6-4 6-1                                          | Gladys Hutchings                    |               |                     |
| 15 luglio | Canadian Championships 1922 Vancouver, Canada Singolare - Doppio                         | Louise Moyes Florence Best 6-3, 7-5                           | Gladys Hutchings H. F. Wright       |               |                     |
| 17 luglio | Newport Casino Trophy 1922 (Newport Womens Invitational) Newport, USA Singolare - Doppio | Leslie Bancroft 6-4 6-3                                       | Helen Wills                         |               |                     |
| 17 luglio | Newport Casino Trophy 1922 (Newport Womens Invitational) Newport, USA Singolare - Doppio | Leslie Bancroft Florence Loew 6-4 6-3                         | Mrs B Briggs Mrs A Burden           |               |                     |
| 17 luglio | Newport Casino Trophy 1922 (Newport Womens Invitational) Newport, USA Singolare - Doppio | Doppio misto: Natalie Winslow Craig Biddle 3-6 6-3 6-2        | Mrs L Morris John Duncan            |               |                     |
| 19 luglio | Welsh Championships 1922 Newport, Gran Bretagna Singolare - Doppio                       | Edith Hannam 6-3 1-6 6-4                                      | Helen Leisk                         |               |                     |
| 19 luglio | Welsh Championships 1922 Newport, Gran Bretagna Singolare - Doppio                       | G Foster Edith Hannam walkover                                | Helen Leisk Mrs E Palmer            |               |                     |
| 19 luglio | Welsh Championships 1922 Newport, Gran Bretagna Singolare - Doppio                       | Doppio misto: Edith Hannam P Freeman 6-4 6-3                  | Helen Leisk Manuel Alonso           |               |                     |
| 20 luglio | Torneo di La Bourboule 1922 La Bourboule, Francia Singolare - Doppio                     | Suzanne Lenglen 6-0 6-1>                                      | Helene Contostavlos                 |               |                     |
| 20 luglio | Torneo di La Bourboule 1922 La Bourboule, Francia Singolare - Doppio                     |                                                               |                                     |               |                     |
| 20 luglio | Torneo di La Bourboule 1922 La Bourboule, Francia Singolare - Doppio                     | Doppio misto: Suzanne Lenglen Roger Danet 6-0 6-2             | Helene Contostavlos Robert Champin  |               |                     |
| 22 luglio | Torneo di Frinton-on-Sea 1922 Frinton-on-Sea, Gran Bretagna Singolare - Doppio           | Phyllis Satterthwaite 6-3 6-2                                 | Ermyntrude Harvey                   |               |                     |
| 22 luglio | Torneo di Frinton-on-Sea 1922 Frinton-on-Sea, Gran Bretagna Singolare - Doppio           | Dorothea Lambert Chambers Phyllis Satterthwaite 6-0 6-0       | Ermyntrude Harvey Peggy Ingram      |               |                     |
| 22 luglio | Torneo di Frinton-on-Sea 1922 Frinton-on-Sea, Gran Bretagna Singolare - Doppio           | Doppio misto: Phyllis Satterthwaite Jack Hillyard 6-3 5-7 6-2 | Dorothea Lambert Chambers           |               |                     |
| 22 luglio | Torneo di Brockenhurst 1922 Brockenhurst, Gran Bretagna Singolare - Doppio               | Kitty McKane 6-2 6-2                                          | Dorothy Holman                      |               |                     |
| 22 luglio | Torneo di Brockenhurst 1922 Brockenhurst, Gran Bretagna Singolare - Doppio               | Olive Manser Margaret Stocks 6-8 6-2 6-1                      | E Anderson Kitty McKane             |               |                     |
| 22 luglio | Torneo di Brockenhurst 1922 Brockenhurst, Gran Bretagna Singolare - Doppio               | Doppio misto: Kitty McKane AW Asthalter 6-8 6-0 6-1           | Margaret Stocks Walter Crawley      |               |                     |
| 22 luglio | Nottinghamshire Championships 1922 Nottingham, Gran Bretagna Singolare - Doppio          | Winifred Beamish 6-3 6-4                                      | Mabel Parton                        |               |                     |
| 22 luglio | Nottinghamshire Championships 1922 Nottingham, Gran Bretagna Singolare - Doppio          | Geraldine Beamish Mabel Parton 6-1 7-5                        | A. Hogg Mrs T. Walker               |               |                     |
| 22 luglio | Nottinghamshire Championships 1922 Nottingham, Gran Bretagna Singolare - Doppio          | Doppio misto: Mabel Parton Leslie Godfree 7-5 6-2             | Geraldine Beamish Ernest Lamb       |               |                     |
| 29 luglio | Torneo di Deauville 1922 Deauville, Francia Singolare - Doppio                           | Suzanne Lenglen 6-1 6-1                                       | Marguerite Broquedis                |               |                     |
| 29 luglio | Torneo di Deauville 1922 Deauville, Francia Singolare - Doppio                           | Suzanne Lenglen Doris Wolfson 6-2 6-1                         | Marguerite Billout Sylvia Jung      |               |                     |
| 29 luglio | Torneo di Deauville 1922 Deauville, Francia Singolare - Doppio                           | Doppio misto: Suzanne Lenglen Marcel Dupont 6-2 4-6 7-5       | Marguerite Billout Pierre Hirsch    |               |                     |
| 29 luglio | Midland Counties Championships 1922 Edgbaston, Gran Bretagna Singolare - Doppio          | Winifred Beamish 6-1 6-1                                      | M. Fergus                           |               |                     |
| 29 luglio | Midland Counties Championships 1922 Edgbaston, Gran Bretagna Singolare - Doppio          | Geraldine Beamish Dora Geen 6-0 6-1                           | M. Fergus Miss Sime                 |               |                     |
| 29 luglio | Midland Counties Championships 1922 Edgbaston, Gran Bretagna Singolare - Doppio          | Doppio misto: Geraldine Beamish Leslie Godfree 6-3 10-8       | Marie Hazel BH Cope                 |               |                     |
| 30 luglio | New York State Championships 1922 Harrison, USA Singolare - Doppio                       | Molla Bjurstedt 4-6 6-0 6-2                                   | May Sutton                          |               |                     |
| 30 luglio | New York State Championships 1922 Harrison, USA Singolare - Doppio                       | Claire Cassel Marie Wagner 3-6 6-3 6-1                        | Molla Bjurstedt Phyllis Walsh       |               |                     |

## Agosto
| Settimana | Torneo                                                                             | Vincitore                                                     | Finalista                            | Semifinalisti | Eliminati ai quarti |
| --------- | ---------------------------------------------------------------------------------- | ------------------------------------------------------------- | ------------------------------------ | ------------- | ------------------- |
| 5 agosto  | Seabright Invitational 1922 Seabright, USA Erba Singolare - Doppio                 | Molla Bjurstedt 6-1 6-2                                       | Leslie Bancroft                      |               |                     |
| 5 agosto  | Seabright Invitational 1922 Seabright, USA Erba Singolare - Doppio                 | Helen Wills Marion Zinderstein 11-9 6-2                       | Molla Bjurstedt Phyllis Walsh        |               |                     |
| 5 agosto  | Seabright Invitational 1922 Seabright, USA Erba Singolare - Doppio                 | Doppio misto: May Bundy Jean Borotra 4-6 6-3 10-8             | Molla Mallory Dean Mathey            |               |                     |
| 6 agosto  | Western Championships 1922 Chicago, USA Singolare - Doppio                         | Marion Leighton 6-1 6-1                                       | Jessie Grieve                        |               |                     |
| 6 agosto  | Western Championships 1922 Chicago, USA Singolare - Doppio                         |                                                               |                                      |               |                     |
| 12 agosto | Isle of Wight Sandown Championships 1922 Sandown, Gran Bretagna Singolare - Doppio | Kitty McKane walkover                                         | Heather Woolrych                     |               |                     |
| 12 agosto | Isle of Wight Sandown Championships 1922 Sandown, Gran Bretagna Singolare - Doppio | J Coote Kitty McKane 6-3 6-2                                  | Cecily Marriott Mrs Normand          |               |                     |
| 12 agosto | Isle of Wight Sandown Championships 1922 Sandown, Gran Bretagna Singolare - Doppio | Doppio misto: Kitty McKane Walter Crawley walkover            | Mrs Normand MD Horn                  |               |                     |
| 13 agosto | Pourville International 1922 Pourville, Francia Singolare - Doppio                 | Suzanne Lenglen Marie D'Anet titolo condiviso                 |                                      |               |                     |
| 13 agosto | Pourville International 1922 Pourville, Francia Singolare - Doppio                 |                                                               |                                      |               |                     |
| 13 agosto | Pourville International 1922 Pourville, Francia Singolare - Doppio                 | Doppio misto: Suzanne Lenglen Roger Danet titolo condiviso    | Marie Danet Toto Brugnon             |               |                     |
| 13 agosto | Metropolitan Grass Court Championships 1922 Glen Cove, USA Erba Singolare - Doppio | Molla Bjurstedt 6-2 6-2                                       | Marion Zinderstein                   |               |                     |
| 13 agosto | Metropolitan Grass Court Championships 1922 Glen Cove, USA Erba Singolare - Doppio | Helen Wills Marion Zinderstein 6-2 6-0                        | Mrs W Henry May Sutton               |               |                     |
| 19 agosto | Derbyshire Championships 1922 Buxton, Gran Bretagna Singolare - Doppio             | Kitty McKane titolo condiviso                                 | Irene Peacock                        |               |                     |
| 19 agosto | Derbyshire Championships 1922 Buxton, Gran Bretagna Singolare - Doppio             | Kitty McKane Irene Peacock 6-4 6-0                            | Hilda Wallis E Wilcock               |               |                     |
| 19 agosto | Derbyshire Championships 1922 Buxton, Gran Bretagna Singolare - Doppio             | Doppio misto: Irene Peacock Leslie Godfree 5-7 6-4 6-4        | Kitty McKane Xenophon Casdagli       |               |                     |
| 19 agosto | U.S. National Championships 1922 New York, USA Erba Singolare - Doppio             | Molla Bjurstedt 6-3, 6-1                                      | Helen Wills                          |               |                     |
| 19 agosto | U.S. National Championships 1922 New York, USA Erba Singolare - Doppio             | Helen Wills Marion Zinderstein 6-4, 7-9, 6-3                  | Molla Bjurstedt Edith Sigourney      |               |                     |
| 19 agosto | Niagara International 1922 Niagara-on-the-Lake, Canada Singolare - Doppio          | Louise Moyes                                                  | Mayme MacDonald                      |               |                     |
| 19 agosto | Niagara International 1922 Niagara-on-the-Lake, Canada Singolare - Doppio          |                                                               |                                      |               |                     |
| 19 agosto | Queensland Championships 1922 Brisbane, Australia Singolare - Doppio               | Margaret Molesworth 6-3 6-2                                   | Beryl Turner                         |               |                     |
| 19 agosto | Queensland Championships 1922 Brisbane, Australia Singolare - Doppio               | Mall Molesworth Beryl Turner 6-4 6-2                          | Miss Sinclair Jessie Watson          |               |                     |
| 19 agosto | Queensland Championships 1922 Brisbane, Australia Singolare - Doppio               | Doppio misto: Mall Molesworth Bert Saint-John 6-1 6-4         | Beryl Turner Mr Thurlow              |               |                     |
| 19 agosto | East of England Championships 1922 Felixstowe, Gran Bretagna Singolare - Doppio    | Winifred Beamish 6-0 6-2                                      | Mabel Clayton                        |               |                     |
| 19 agosto | East of England Championships 1922 Felixstowe, Gran Bretagna Singolare - Doppio    | Geraldine Beamish Ermyntrude Harvey 6-4 6-1                   | Mabel Clayton Mrs Edwards            |               |                     |
| 19 agosto | East of England Championships 1922 Felixstowe, Gran Bretagna Singolare - Doppio    | Doppio misto: Geraldine Beamish Herbert Roper Barrett 6-3 6-1 | Mabel Clayton CE Leo Lyle            |               |                     |
| 26 agosto | North of England Championships 1922 Scarborough, Gran Bretagna Singolare - Doppio  | Kitty McKane 6-2 6-2                                          | Elizabeth Ryan                       |               |                     |
| 26 agosto | North of England Championships 1922 Scarborough, Gran Bretagna Singolare - Doppio  | Kitty McKane Margaret Stocks 6-3 6-3                          | Elizabeth Ryan Phyllis Satterthwaite |               |                     |
| 26 agosto | North of England Championships 1922 Scarborough, Gran Bretagna Singolare - Doppio  | Doppio misto: Stanley Doust Kitty McKane titolo condiviso     | Randolph Lycett Mabel Parton         |               |                     |
| 26 agosto | Torneo di Worthing 1922 Worthing, Gran Bretagna Singolare - Doppio                 | Elizabeth Ryan 6-1 6-2                                        | Mrs Hollick                          |               |                     |
| 26 agosto | Torneo di Worthing 1922 Worthing, Gran Bretagna Singolare - Doppio                 | Miss Dillon Elizabeth Ryan 6-3 6-4                            | E. Rose E. Tanner                    |               |                     |
| 26 agosto | Torneo di Worthing 1922 Worthing, Gran Bretagna Singolare - Doppio                 | Doppio misto: George Hillyard Elizabeth Ryan 7-5 6-2          | W.L. Hollick Mrs Hollick             |               |                     |
| 28 agosto | Torneo di Hastings 1922 Hastings, Gran Bretagna Singolare - Doppio                 | Winifred Beamish 6-0 6-1                                      | Christine Tyrrell                    |               |                     |
| 28 agosto | Torneo di Hastings 1922 Hastings, Gran Bretagna Singolare - Doppio                 | Phoebe Holcroft Watson Mrs Milton 6-3 6-4                     | Geraldine Beamish Miss Dransfield    |               |                     |
| 28 agosto | Torneo di Hastings 1922 Hastings, Gran Bretagna Singolare - Doppio                 | Doppio misto: R. Dash Christine Tyrrell 6-0 8-6               | Brian Norton Geraldine Beamish       |               |                     |
| 31 agosto | Brookline Women's Invitational 1922 Boston, USA Singolare - Doppio                 | Molla Bjurstedt 3-6 6-3 7-5                                   | Helen Wills                          |               |                     |
| 31 agosto | Brookline Women's Invitational 1922 Boston, USA Singolare - Doppio                 |                                                               |                                      |               |                     |

## Settembre
| Settimana    | Torneo                                                                                    | Vincitore                                             | Finalista                          | Semifinalisti | Eliminati ai quarti |
| ------------ | ----------------------------------------------------------------------------------------- | ----------------------------------------------------- | ---------------------------------- | ------------- | ------------------- |
| 4 settembre  | Rockaway Hunting Club Invitational 1922 Cedarhurst, USA Singolare - Doppio                | Molla Bjurstedt 3-6 6-1 6-3                           | Helen Wills                        |               |                     |
| 4 settembre  | Rockaway Hunting Club Invitational 1922 Cedarhurst, USA Singolare - Doppio                | Leslie Bancroft Helen Wills 6-1 7-5                   | Molla Bjurstedt Phyllis Walsh      |               |                     |
| 9 settembre  | Cinque Ports Championships 1922 Folkestone, Gran Bretagna Singolare - Doppio              | Winifred Beamish 6-3 6-4                              | Winifred McNair                    |               |                     |
| 9 settembre  | Cinque Ports Championships 1922 Folkestone, Gran Bretagna Singolare - Doppio              | Winifred Beamish Winifred McNair 6-2 6-1              | Miss Coles Miss Dillon             |               |                     |
| 9 settembre  | Cinque Ports Championships 1922 Folkestone, Gran Bretagna Singolare - Doppio              | Doppio misto: Winifred Beamish Cecil Campbell 6-3 6-2 | Winifred McNair Arthur Prebble     |               |                     |
| 9 settembre  | Le Touquet First Meeting 1922 Le Touquet, Francia Singolare - Doppio                      | Elizabeth Ryan 6-3 6-0                                | Edith Hannam                       |               |                     |
| 9 settembre  | Le Touquet First Meeting 1922 Le Touquet, Francia Singolare - Doppio                      | Suzanne Lenglen Elizabeth Ryan walkover               | Mrs BR Armstrong Aurea Edgington   |               |                     |
| 9 settembre  | Le Touquet First Meeting 1922 Le Touquet, Francia Singolare - Doppio                      | Doppio misto: Suzanne Lenglen Roger Danet 7-5 6-1     | Elizabeth Ryan Gordon Lowe         |               |                     |
| 13 settembre | Torneo di Marsiglia 1922 Marsiglia, Francia Singolare - Doppio                            | Suzanne Lenglen 6-1 6-0                               | Helene Contostavlos                |               |                     |
| 13 settembre | Torneo di Marsiglia 1922 Marsiglia, Francia Singolare - Doppio                            | Helene Contostavlos Suzanne Lenglen 6-1 6-0           | Julie Vlasto Regina Vlasto         |               |                     |
| 13 settembre | Torneo di Marsiglia 1922 Marsiglia, Francia Singolare - Doppio                            | Doppio misto: Suzanne Lenglen Roger Danet 6-2 6-4     | Helene Contostavlos Jean Borotra   |               |                     |
| 16 settembre | Castle Point Trophy 1922 Hoboken, USA Singolare - Doppio                                  | Marie Wagner 6-3 10-8                                 | Margaret Grove                     |               |                     |
| 16 settembre | Castle Point Trophy 1922 Hoboken, USA Singolare - Doppio                                  |                                                       |                                    |               |                     |
| 16 settembre | Middle States Championships 1922 Filadelfia, USA Singolare - Doppio                       | Molla Bjurstedt 6-1 6-1                               | Marion Zinderstein                 |               |                     |
| 16 settembre | Middle States Championships 1922 Filadelfia, USA Singolare - Doppio                       | Molla Bjurstedt Edith Sigourney 6-3 8-10 7-5          | Molly Thayer Marion Zinderstein    |               |                     |
| 19 settembre | South of England Championships 1922 Eastbourne, Gran Bretagna Singolare - Doppio          | Irene Peacock 6-0 3-6 7-5                             | Kitty McKane                       |               |                     |
| 19 settembre | South of England Championships 1922 Eastbourne, Gran Bretagna Singolare - Doppio          | Kitty McKane Irene Peacock 6-2 6-0                    | Mrs A. Hall Phoebe Holcroft Watson |               |                     |
| 19 settembre | South of England Championships 1922 Eastbourne, Gran Bretagna Singolare - Doppio          | Doppio misto: Kitty McKane Stanley Doust 6-3 5-7 6-3  | Dorothy Holman Cyril Eames         |               |                     |
| 25 settembre | Pennsylvania Clay Court Championships 1922 Filadelfia, USA Terra rossa Singolare - Doppio | Leslie Bancroft 6-4 6-2                               | Helen Gilleaudeau                  |               |                     |
| 25 settembre | Pennsylvania Clay Court Championships 1922 Filadelfia, USA Terra rossa Singolare - Doppio | Leslie Bancroft Helen Gilleaudeau 3-6 6-4 7-5         | Molly Thayer Phyllis Walsh         |               |                     |
| 30 settembre | Ardsley Club Invitational 1922 Ardsley, USA Singolare - Doppio                            | Molla Bjurstedt 6-1 2-6 7-5                           | Mary Browne                        |               |                     |
| 30 settembre | Ardsley Club Invitational 1922 Ardsley, USA Singolare - Doppio                            | Molla Mallory Mrs L Morris 8-6 7-5                    | Leslie Bancroft Mrs B Briggs       |               |                     |
| 30 settembre | Roehampton Tournament 1922 Roehampton, Gran Bretagna Singolare - Doppio                   | Kitty McKane 6-1 1-6 6-1                              | Irene Peacock                      |               |                     |
| 30 settembre | Roehampton Tournament 1922 Roehampton, Gran Bretagna Singolare - Doppio                   | Aurea Edgington Kitty McKane 6-1 6-2                  | Evelyn Colyer Sylvia Lumley-Ellis  |               |                     |
| 30 settembre | Roehampton Tournament 1922 Roehampton, Gran Bretagna Singolare - Doppio                   | Doppio misto: Kitty McKane Walter Crawley 7-5 6-3     | Irene Peacock AJ Jimenez           |               |                     |

## Ottobre
| Settimana  | Torneo                                                                            | Vincitore                                             | Finalista                          | Semifinalisti | Eliminati ai quarti |
| ---------- | --------------------------------------------------------------------------------- | ----------------------------------------------------- | ---------------------------------- | ------------- | ------------------- |
| 2 ottobre  | Hot Springs Fall Championships 1922 Hot Springs, USA Singolare - Doppio           | Robert LeRoy 6-2 6-0                                  | Holden                             |               |                     |
| 2 ottobre  | Hot Springs Fall Championships 1922 Hot Springs, USA Singolare - Doppio           |                                                       |                                    |               |                     |
| 7 ottobre  | Torneo di Biarritz 1922 Biarritz, Francia Singolare - Doppio                      | Marguerite Broquedis 1-6 6-3 6-1                      | Mme Le Conte                       |               |                     |
| 7 ottobre  | Torneo di Biarritz 1922 Biarritz, Francia Singolare - Doppio                      |                                                       |                                    |               |                     |
| 7 ottobre  | Torneo di Biarritz 1922 Biarritz, Francia Singolare - Doppio                      | Doppio misto: Marguerite Billout Jean Borotra 6-4 6-3 | Nanette Le Besnerais Marcel Dupont |               |                     |
| 21 ottobre | Queen's Covered Court Championships 1922 Londra, Gran Bretagna Singolare - Doppio | Kitty McKane 6-4 6-4                                  | Geraldine Beamish                  |               |                     |
| 21 ottobre | Queen's Covered Court Championships 1922 Londra, Gran Bretagna Singolare - Doppio | Aurea Edgington Kitty McKane 7-5 6-2                  | Geraldine Beamish Doris Craddock   |               |                     |
| 21 ottobre | Queen's Covered Court Championships 1922 Londra, Gran Bretagna Singolare - Doppio | Doppio misto: Mlle Cousin Donald Greig 6-2 6-2        | Geraldine Beamish Cecil Campbell   |               |                     |

## Novembre
| Settimana   | Torneo                                                                  | Vincitore                                            | Finalista                          | Semifinalisti | Eliminati ai quarti |
| ----------- | ----------------------------------------------------------------------- | ---------------------------------------------------- | ---------------------------------- | ------------- | ------------------- |
| novembre    | New South Wales Championships 1922 Sydney, Australia Singolare - Doppio | Nancy Curtis 10-8, 5-7, 7-5                          | Margaret Molesworth                |               |                     |
| novembre    | New South Wales Championships 1922 Sydney, Australia Singolare - Doppio | Evelyn Colyer Doris Craddock 6-4, 3-6, 6-3           | Ermyntrude Harvey Madeline O'Neill |               |                     |
| novembre    | New South Wales Championships 1922 Sydney, Australia Singolare - Doppio | Doppio misto: Victor Penman Peggy Ingram 6-2 6-4     | Ali-Hassan Fyzee Betty Dix         |               |                     |
| 26 novembre | Victorian Championships 1922 Melbourne, Australia Singolare - Doppio    | Esna Boyd 6-2 6-3                                    | Meryl Lister                       |               |                     |
| 26 novembre | Victorian Championships 1922 Melbourne, Australia Singolare - Doppio    | Meryl Lister Marjorie Mountain 12-10 5-7 7-5         | Esna Boyd Dorothy Rendall          |               |                     |
| 26 novembre | Victorian Championships 1922 Melbourne, Australia Singolare - Doppio    | Doppio misto: Meryl Lister Pat O'Hara Wood 13-11 6-3 | Esna Boyd Jack Hawkes              |               |                     |

## Dicembre
| Settimana   | Torneo                                                                    | Vincitore                                 | Finalista                     | Semifinalisti | Eliminati ai quarti |
| ----------- | ------------------------------------------------------------------------- | ----------------------------------------- | ----------------------------- | ------------- | ------------------- |
| 9 dicembre  | Australasian Championships 1922 Sydney, Australia Singolare - Doppio      | Margaret Molesworth 6-3, 10-8             | Esna Boyd                     |               |                     |
| 9 dicembre  | Australasian Championships 1922 Sydney, Australia Singolare - Doppio      | Esna Boyd Majorie Mountain 1-6, 6-4, 7-5  | Floris St. George Lorna Utz   |               |                     |
| 31 dicembre | New Zealand Championships 1922 Hastings, Nuova Zelanda Singolare - Doppio | Sylvia Lance 6-2 6-0                      | Nellie Lascelles              |               |                     |
| 31 dicembre | New Zealand Championships 1922 Hastings, Nuova Zelanda Singolare - Doppio | Sylvia Lance Nellie Lloyd 6-3 6-4         | Annie Gray Nellie Lascelles   |               |                     |
| 31 dicembre | New Zealand Championships 1922 Hastings, Nuova Zelanda Singolare - Doppio | Doppio misto: Sylvia Lance A Sims 6-2 7-5 | H. Robson Marjorie Macfarlane |               |                     |

## Senza data
| Settimana | Torneo                                                                    | Vincitore                | Finalista                 | Semifinalisti | Eliminati ai quarti |
| --------- | ------------------------------------------------------------------------- | ------------------------ | ------------------------- | ------------- | ------------------- |
|           | River Plate Championships 1922 Buenos Aires, Argentina Singolare - Doppio | C.M. Norris 8-6 6-2      | Rendtorff                 |               |                     |
|           | River Plate Championships 1922 Buenos Aires, Argentina Singolare - Doppio |                          |                           |               |                     |
|           | Torneo di La Jolla 1922 La Jolla, USA Singolare - Doppio                  | Marion Williams          | non conosciuta (bandiera) |               |                     |
|           | Torneo di La Jolla 1922 La Jolla, USA Singolare - Doppio                  |                          |                           |               |                     |
|           | Mexico Championships 1922 Città del Messico, Messico Singolare - Doppio   | Angeles Gonzales 6-2 6-4 | Ochoa                     |               |                     |
|           | Mexico Championships 1922 Città del Messico, Messico Singolare - Doppio   |                          |                           |               |                     |